# Войтанівський Василь
Василь Войтанівський (псевдо: Горохівський; нар. 1894, Братківці — пом. 29 червня 1945, Загреб) — український громадський та політичний діяч, організатор та голова Товариства «Просвіта» у Загребі, тереновий провідник ОУН в Королівстві Югославія, учасник II Великого Збору ОУН у Римі (26.08.1939).

## Життєпис
Василь Войтанівський народився 1894 року в селі  Братківці, Королівство Галичини і Володимирії, Австро-Угорщина. Проходив військову службу в Загребі. Закінчив Загребський університет. Учасник перших українських визвольних змагань. 
У 1922 році переїхав у Загреб, де отримав громадянство Королівства Югославія у 1932 році та одружився з хорваткою Влаткою Рожман. Дружина та двоє його дітей вільно володіли українською мовою.
Був ініціятором та організатор Українського Товариства «Просвіта» у Загребі, багатолітній його голова. Публікував статті в хорватській пресі про українців, українсько-хорватські зв'язки, огляди української преси про Хорватію, український національно-визвольний рух. Перекладав з української на хорватську мову: Богдана Лепкого, Пантелеймона Куліша. Був членом організації «Брати хорватського дракону» (хорв. Družba «Brača Hrvatskoga Zmaja»), до якого належала майже вся тогочасна інтелектуальна еліта Хорватії. 
Василь Войтанівський очолював Екзекутиву ОУН, яку було створено у міжвоєнний час у Хорватії. Підтримував активні зв'язки з ПУН за посередництвом Миколи Сціборського, згодом — Ярослава Барановського. У 1939 році Василь Войтанівський брав участь у ІІ-му Великому Зборі ОУН в Римі. Входив до складу ідеологічно-політичної (голова Микола Сціборський), організаційної (голова Ярослав Барановський) та резолюційної (голова Ярослав Стецько) комісій Великого збору ОУН.
У травні 1940 року Василь Войтанівський заарештований за політичну діяльність, сидів у в'язниці Ґлавняча.
10 квітня 1941 року Василь Войтанівський привітав хорватів від імені українців, через загребське радіо, з проголошенням Незалежної Держави Хорватія на чолі з Поґлавніком (вождем) Анте Павеличем.
У 1941 році був одним з організаторів Українського Представництва в Незалежній Державі Хорватія. З 1941 до 1945 року був головою Українського Представництва в Незалежній Державі Хорватія. У 1941 році Українське Представництво, під керівництвом Василя Войтанівського, формує у Загребі Студентський Військовий Відділ ім. Головінського на чолі з Антоном Іванюком. Василь Войтанівський також був одним з організаторів Українського Легіону в Хорватії.
У 1945 році югославські червоні партизани заарештували Войтанівського та звинуватили у співпраці з усташами та німцями. За вироком трибуналу, від 29 червня 1945 року, Василь Войтанівський був розстріляний. Також було страчено його дружину та сина.